# Inspectoratul Școlar din Iași
Inspectoratul Școlar din Iași este un monument istoric situat în municipiul Iași, județul Iași. Este situată în Str. Nicolae Bălcescu nr. 26. Clădirea a fost construită la începutul secolului al XX-lea. Figurează pe noua listă a monumentelor istorice sub codul LMI: IS-II-m-B-03725.

## Imagini

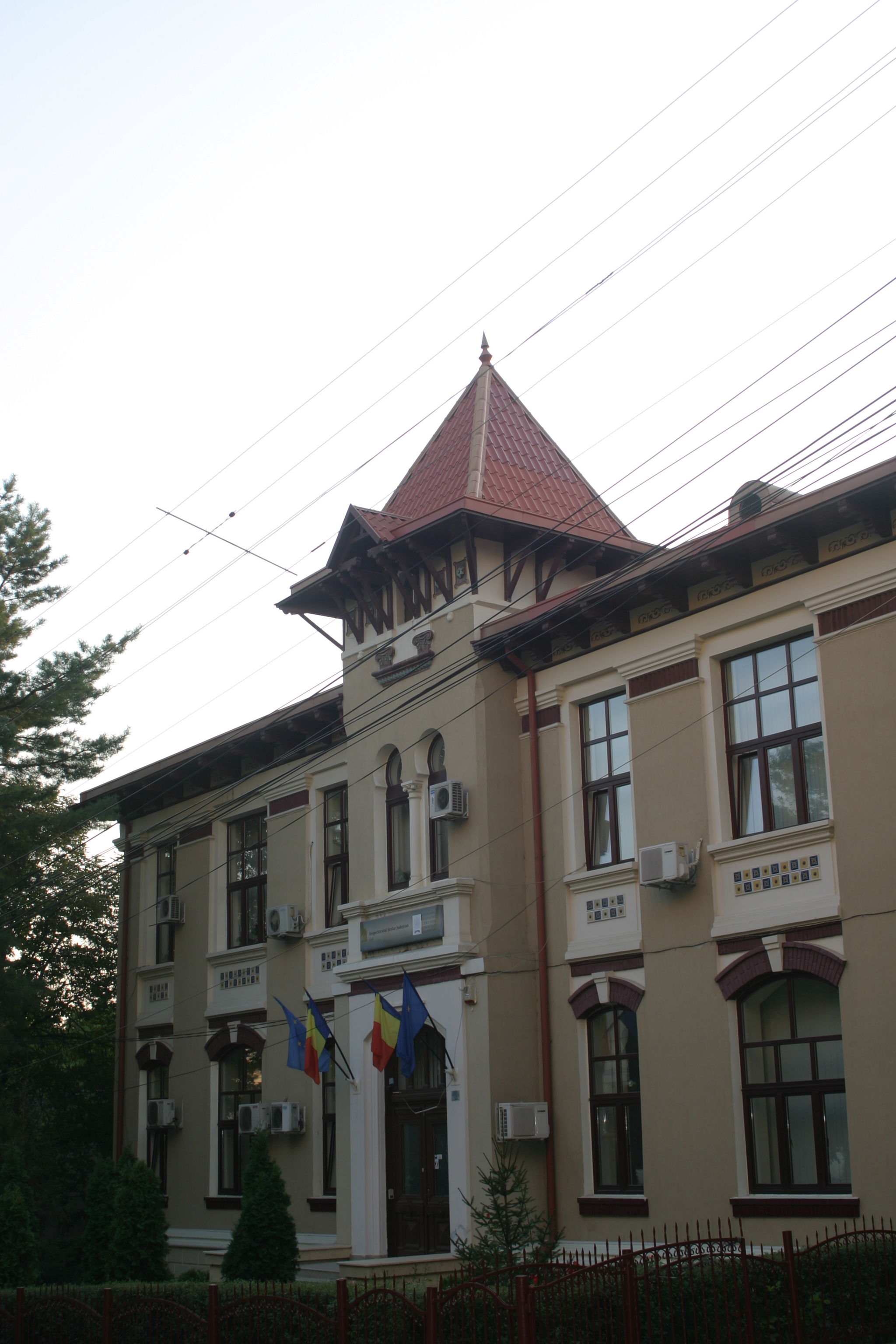
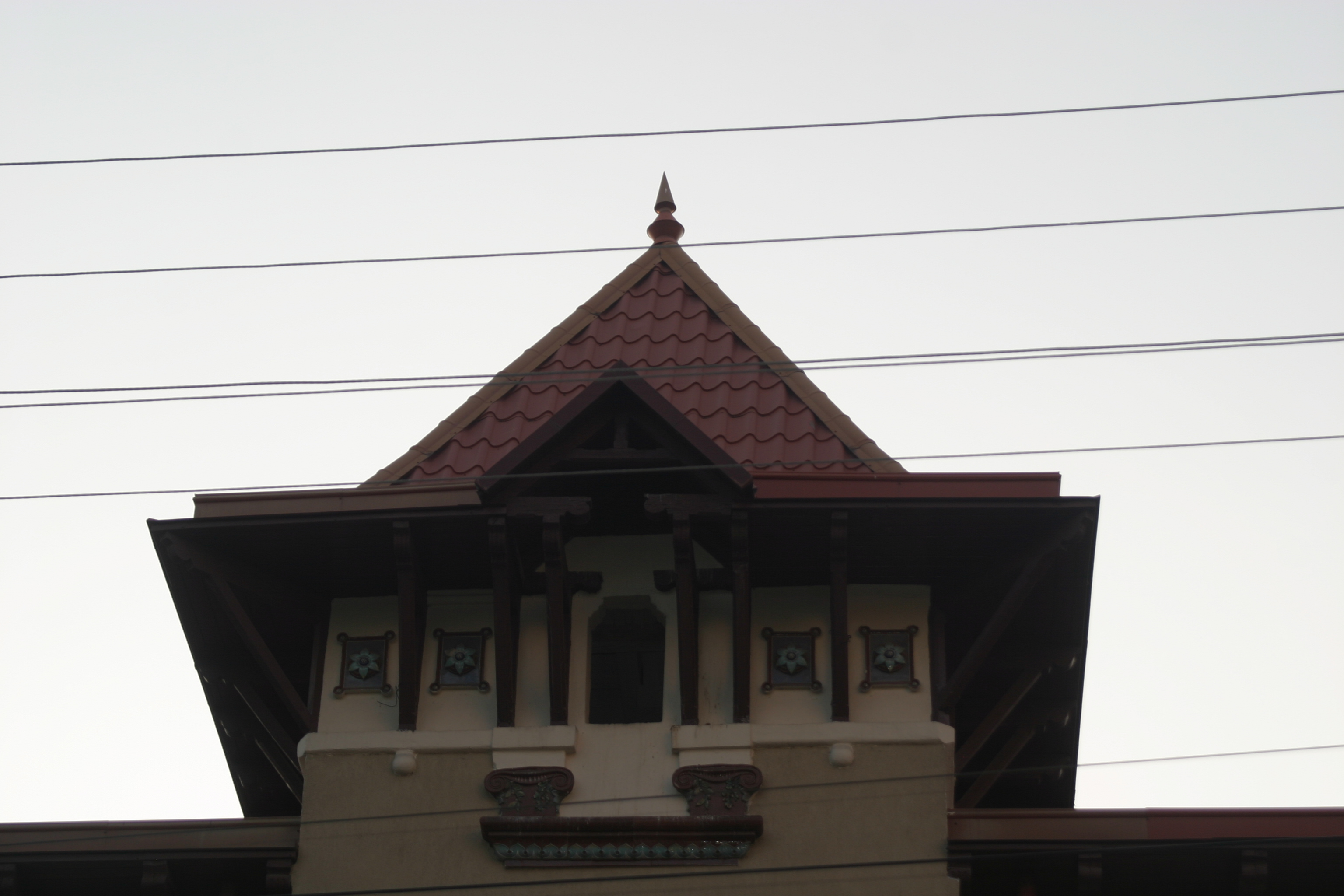
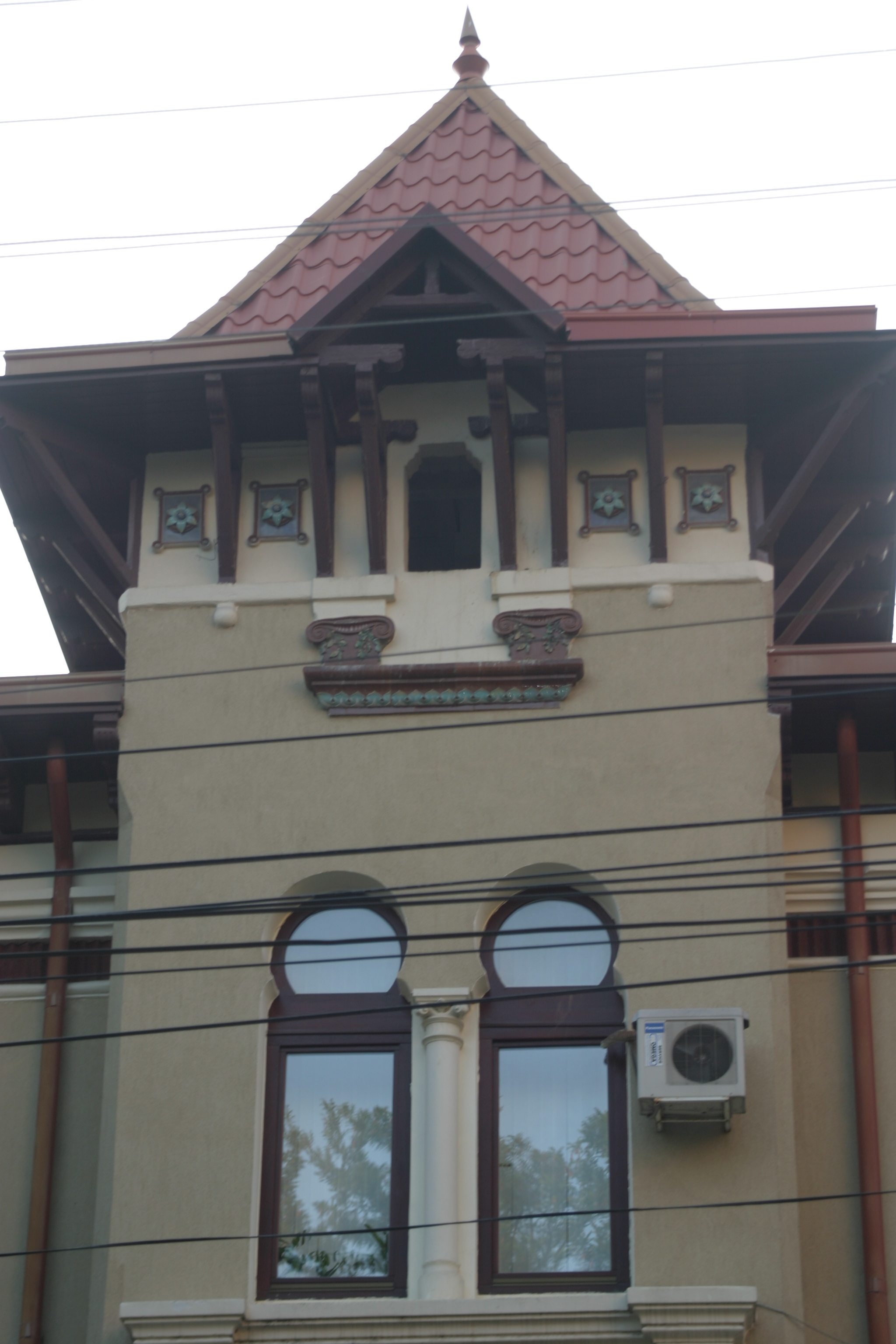
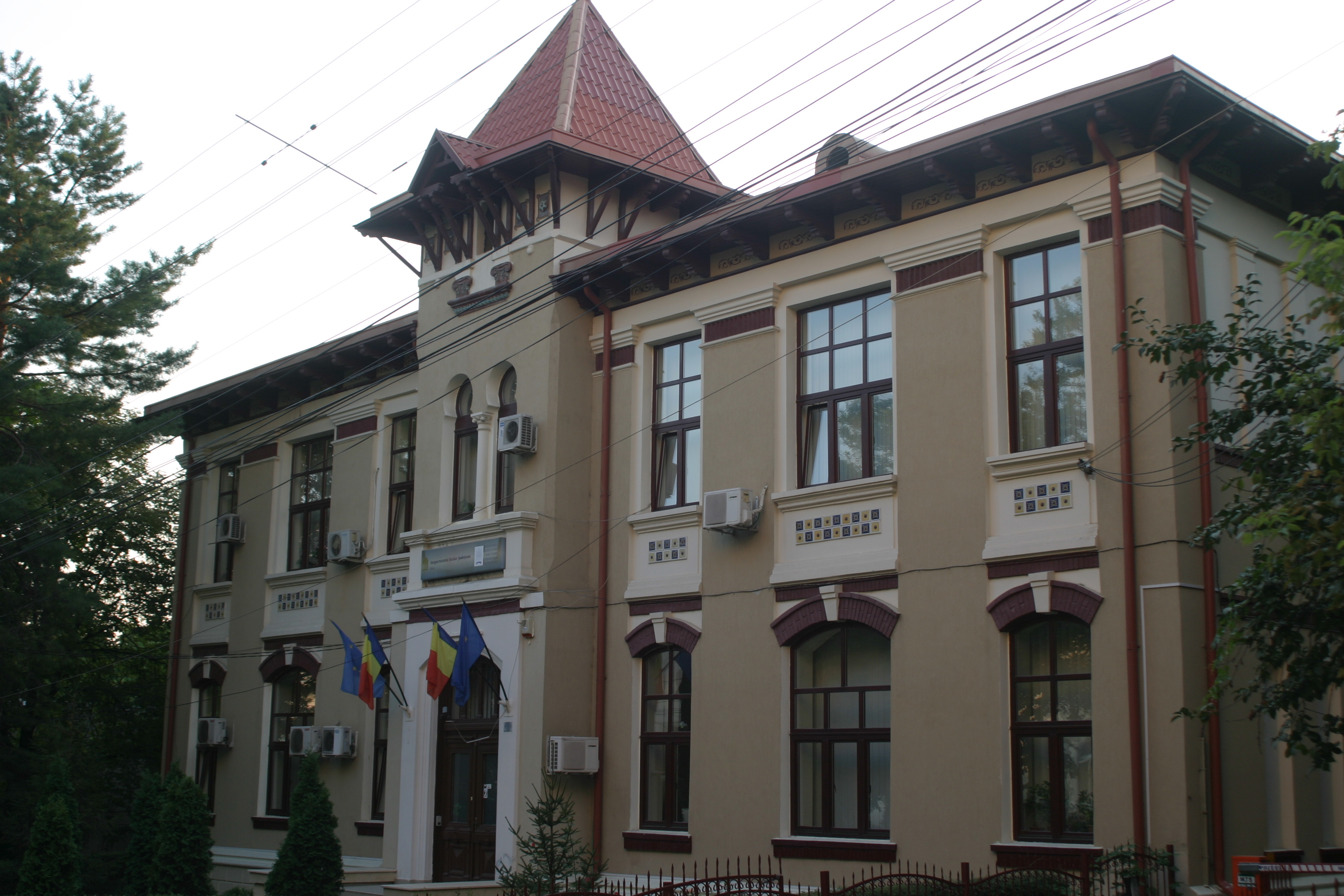